# Biblioteca Universitària Central de Bucarest
La Biblioteca Universitària Central de Bucarest (en romanès: Biblioteca Centrală Universitară) és una biblioteca ubicada al Palau de la Fundació Universitària Carol I al centre de Bucarest.

## Història
Quan es va crear la Universitat de Bucarest el 1864, no hi havia cap biblioteca universitària central; aquest paper fou exercit per la Biblioteca Estatal Central de Bucarest fins al 1895. Aquesta institució es va traslladar a l'edifici de la universitat i el 1867 l'erudit August Treboniu Laurian la va reorganitzar d'acord amb les necessitats de la universitat. Tenia una qualitat universitària inconfusible, governada per un comitè universitari especial (incloent-hi el rector, els degans de les facultats, l'èfor de l'escola i el bibliotecari en cap com a secretari). Els degans sempre eren consultats per a la seva selecció i compra de fons bibliogràfic. No obstant això, la necessitat d'una biblioteca universitària central adequada es va fer cada vegada més evident.
L'actual Biblioteca Universitària Central es va fundar el 1895 com a Biblioteca Carol I de la Fundació Universitària. Va ser construït en un terreny comprat pel rei Carol I de Romania per a la "Fundació Universitària Carol I" (Fundația Universitară Carol I) i dissenyat per l'arquitecte francès Paul Gottereau. L'edifici es va acabar el 1893 i es va inaugurar el 14 de març de 1895. El 1911, el mateix arquitecte va ampliar l'edifici i es va obrir la nova ala el 9 de maig de 1914. Va començar amb un estoc inicial de 3.400 volums de llibres i publicacions periòdiques. La col·lecció va créixer fins a 7.264 volums el 1899, 31.080 volums el 1914 i 91.000 volums el 1944. El 1949 (després de la seva reorganització el 12 de juliol de 1948 com a Biblioteca Central de la Universitat de Bucarest), la col·lecció contenia 516.916 volums; el 1960, aproximadament un milió; i més de 2 milions el 1970.
Durant la Revolució Romanesa de 1989 hi va haver un incendi a l'edifici i es van cremar més de 500.000 llibres, juntament amb 3.700 manuscrits. A partir de l'abril de 1990, l'edifici es va reparar i modernitzar. Es va reobrir de manera oficial el 20 de novembre de 2001.

## Xarxa de biblioteques

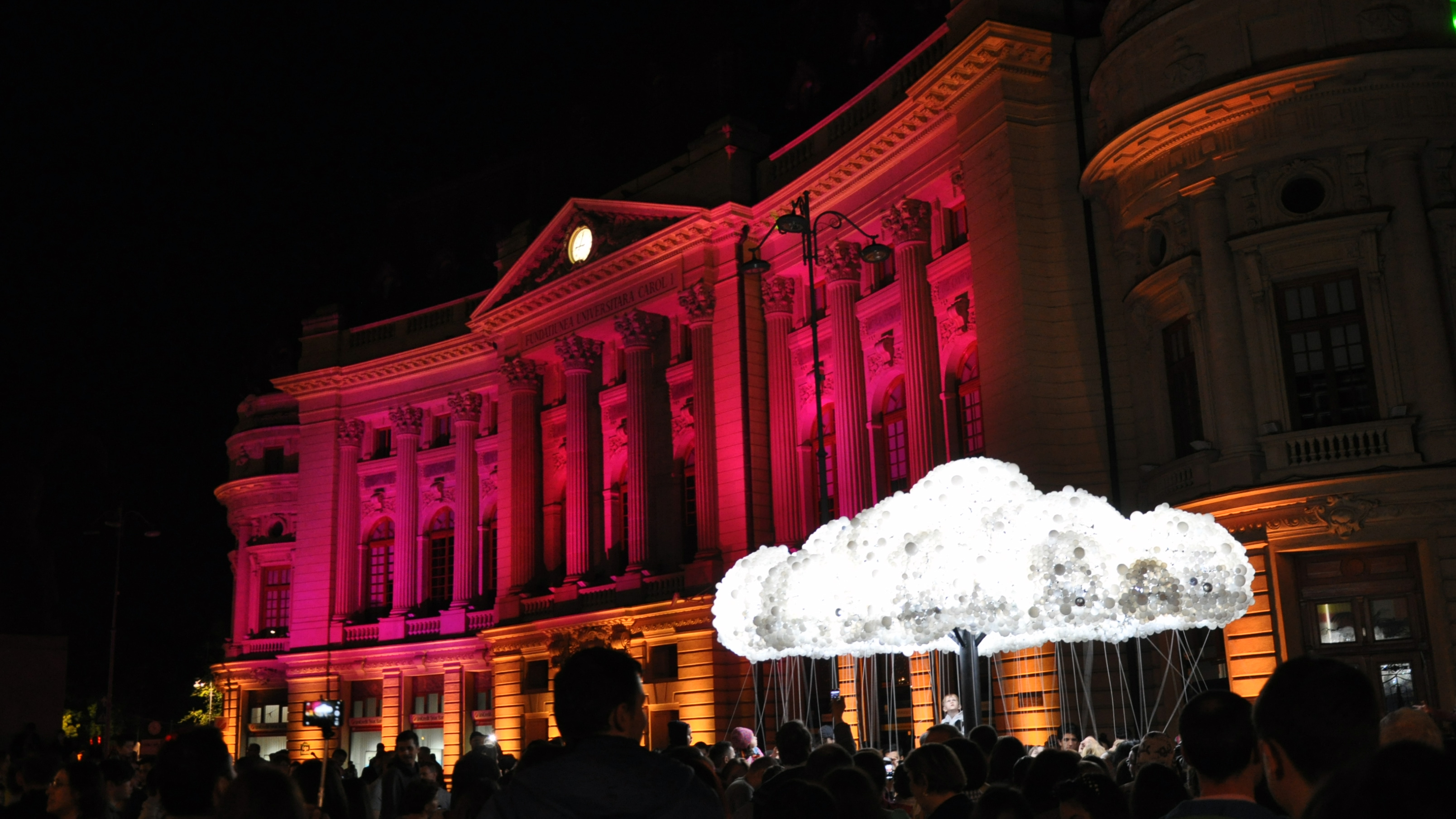
Biblioteca Universitària Central l'abril de 2015

Paral·lelament al desenvolupament de la biblioteca central, es va desenvolupar una xarxa complexa de biblioteques especialitzades. Per exemple, la Biblioteca de la Facultat de Dret va ser fundada el 1873-76 (basada en la donació de llibres del professor Alexandru Lahovary); el 1884 es va establir la Biblioteca del Seminari Arqueològic mitjançant la beca del professor Grigore Tocilescu; i el 1892 va començar la Biblioteca del Seminari de Llengües Eslaves, basada en la donació d'Ion Bogdan. Aquestes biblioteques funcionaven conjuntament amb la Facultat de Lletres. També es van fundar biblioteques especialitzades a la Facultat de Ciències, com la Biblioteca del Seminari Matemàtic (després de 1890), el Laboratori de Fisiologia Animal (1892, sobre la base de la beca del professor Alexandru Vitzu); i el Laboratory for Plant Morfology Library (1893, amb la donació de llibres del professor D. Voinov). Fins al 1869, la facultat de medicina tenia només la col·lecció habitual, però el 1884 tenia una biblioteca especialitzada i ben organitzada.
En general, aquestes biblioteques es van fundar i desenvolupar a partir de donacions de professors, subvencions estatals i, després de 1890, un percentatge (normalment un 10%) de la matrícula pagada pels estudiants.

## Honors
- Família reial de Romania: 81è Membre de la Reial Decoració de la Creu de la Casa Reial de Romania[5]